# Wiendryż (stacja kolejowa)
Wiendryż (biał. Вендрыж, ros. Вендриж) – stacja kolejowa w miejscowości Wiendryż, w rejonie mohylewskim, w obwodzie mohylewskim, na Białorusi. Położona jest na linii Osipowicze – Mohylew.
Stacja istniała przed II wojną światową.